# Subvención
Una subvención es la entrega de dinero o bienes y servicios realizada por una administración pública a un particular, persona física o jurídica, sin que exista la obligación de reembolsarlo. Suelen utilizarse en actividades consideradas de interés público, o en circunstancias de interés social. Como técnica de intervención administrativa, pertenece al conjunto de instrumentos propios de la actividad de fomento.
La subvención crea una relación jurídica que vincula a la Administración y al beneficiario. El beneficiario tiene, cumplidas las condiciones legales, un derecho a recibir la subvención, obligándose en consecuencia a realizar la actividad beneficiada.
La Administración, que está obligada a entregar las sumas pertinentes, se reserva para sí un haz de potestades.
- de Fiscalización e inspección de la actividad beneficiada.
- de Revocación frente al incumplimiento del beneficiario.
- de Disciplina de tal actividad, en virtud de la cual puede imponer sanciones por la infracción.

Numerosas actividades económicas son subvencionadas hoy en día. Así, por ejemplo, la educación concertada, el transporte, la agricultura, las producciones cinematográficas, las actividades de I+D+I de las empresas, los programas de cooperación al desarrollo de la ONG, la producción de energía renovable, etc.
También numerosas circunstancias sociales, personales y familiares son subvencionadas. Hay que diferenciar siempre entre subvención, ayuda y prestaciones por derechos adquiridos.

## Naturaleza de las subvenciones
La subvención es una parte importante de la actividad financiera del sector público, con la que se pretende dar respuesta a demandas sociales y económicas de personas y entidades públicas o privadas. 
Desde el punto de vista de la teoría económica, el fenómeno subvencional encuentra su justificación en la función de reasignación que debe cumplir la actividad financiera de la hacienda pública, y en la teoría de los fallos del mercado. Según esta teoría, las subvenciones se justifican por la necesidad de internalizar los beneficios de determinadas conductas, producciones y actividades, que generan externalidades positivas para la sociedad, beneficios que el mercado, por sus fallos, no atribuye directamente a sus ejecutores, promotores o participantes.
Desde la perspectiva administrativa, las subvenciones son una de las herramientas más importantes empleadas por las Administraciones para el fomento de sus políticas públicas de interés general e incluso un procedimiento de colaboración entre la Administración Pública y los particulares para la gestión de actividades de interés público. Desde la perspectiva financiera, constituyen una modalidad de gasto público que debe estar sujeto a las reglas para la ejecución de los créditos del presupuesto de gastos destinados a las subvenciones. Desde el punto de vista contable, las subvenciones recibidas no reintegrables se califican como ingresos contabilizados, con carácter general, como patrimonio neto que se imputarán posteriormente a la cuenta de resultado económico patrimonial sobre una base sistemática y racional de forma correlacionada con los gastos derivados de la subvención, mientras que las subvenciones recibidas reintegrables se registran como un pasivo hasta que adquieran la condición de no reintegrables.
El Diccionario de la lengua española, en su 23.ª edición, define “subvención” como “la acción y efecto de subvenir o subvencionar” o “la ayuda económica que se da a una persona o institución para que realice una actividad considerada de interés general”, y “subvenir” como “venir en auxilio de alguien o acudir a las necesidades de algo”.
Según el Diccionario Económico y Financiero (Bernard-Colli) subvención es “el gasto otorgado a título definitivo a una persona pública o privada a fin de aligerar o compensar una carga o fomentar una actividad determinada” y, de modo más especializado, son “las transferencias efectuadas por una colectividad pública en provecho de otras colectividades públicas, instituciones sociales o empresas”.

## Convenios internacionales
En el ámbito supranacional, son múltiples las definiciones del concepto subvención.
El Acuerdo de la Organización Mundial del Comercio sobre Subvenciones y Medidas Compensatorias somete a disciplina la utilización de subvenciones, y reglamenta las medidas que los países pueden adoptar para contrarrestar los efectos de las subvenciones. El citado Acuerdo, en su artículo 1, recoge una definición del término “subvención”, que comprende:
- "Contribución financiera de un gobierno o de cualquier organismo público” que otorgue un beneficio. Se entiende por contribución financiera las transferencias directas de fondos, incluidas las potenciales, los ingresos públicos sacrificados que de otro modo se habrían percibido y los bienes o servicios proporcionados por los poderes públicos, –que no sean de infraestructura general– o cuando un gobierno realiza pagos a un mecanismo de financiación, o encomienda u ordena a una entidad privada una o varias de estas funciones.
- El sostenimiento por parte del gobierno de los ingresos o de los precios que tenga directa o indirectamente por efecto aumentar las exportaciones de un producto cualquiera del territorio de un Miembro o reducir las importaciones de ese producto en su territorio.

El Reglamento (UE, Euratom 966/2012, de 25 de octubre de 2012, sobre las normas financieras aplicables al presupuesto general de la Unión y por el que se deroga el Reglamento (CE, Euratom) 1605/2002 del Consejo define las subvenciones como contribuciones financieras directas a cargo del presupuesto que se conceden a título de liberalidad con objeto de financiar cualquiera de las actividades siguientes:
- Una acción destinada a promover la realización de un objetivo de alguna de las políticas de la Unión.
- El funcionamiento de un organismo que persiga un objetivo de interés general de la Unión o un objetivo que forme parte y apoye alguna de las políticas de la Unión.

Completa esta definición una relación de supuestos excluidos de la naturaleza de subvenciones recogidos en su artículo 121.
Por su parte, el Sistema Europeo de Cuentas Nacionales y Regionales de la Unión Europea, regulado en el Reglamento (UE) 549/2013 del Parlamento Europeo y del Consejo, de 21 de mayo de 2013, define las subvenciones como pagos corrientes sin contrapartida que las administraciones públicas o las instituciones de la Unión Europea efectúan a los productores residentes, citando como objetivos de estas subvenciones:
- Influir en los niveles de producción;
- Influir en los precios de los productos, o
- Influir en la remuneración de los factores de producción.

Asimismo, el citado Reglamento excluye del concepto de subvenciones una serie de pago sin contrapartida (4.38) como las transferencias corrientes de las administraciones públicas a los hogares en su calidad de consumidores o las transferencias corrientes entre las diferentes administraciones públicas en su condición de productores de bienes y servicios no de mercado.
La doctrina coincide en señalar tres notas características de las subvenciones:
1. La Administración concedente lleva a cabo un acto de disposición de gasto público del que se deriva un beneficio para el destinatario.
2. El beneficiario recibe la subvención sin contrapartida.
3. Los fondos objeto de la subvención se entregan con un fin público.